# Cannizzarova reakce
Cannizzarova reakce, pojmenovaná po svém objeviteli, kterým byl Stanislao Cannizzaro, je chemická reakce typická pro některé aldehydy. Jedná se o příklad disproporcionace, při které se jedna molekula aldehydu redukuje na primární alkohol, zatímco druhá se oxiduje na karboxylovou kyselinu. Cannizzarově reakci mohou podléhat pouze takové aldehydy, které nemohou existovat v enol-formě, protože nemají α-vodík. Takovým aldehydem může být například benzaldehyd. Reakce je katalyzována zásaditým prostředím.
Poprvé byla tato reakce provedena roku 1853, kdy Cannizzaro nechal reagovat benzaldehyd s uhličitanem draselným. Mezi produkty reakce byl právě benzylalkohol a benzoát draselný. Obvykle se reakce provádí s hydroxidem draselným nebo hydroxidem sodným za vzniku sodné nebo draselné soli kyseliny benzoové.
2 C6H5CHO + KOH → C6H5CH2OH + C6H5COOK
Reakce je redoxní děj, při kterém dochází k přenosu hydridového aniontu z jedné molekuly substrátu na druhou; jeden aldehyd je oxidován za vzniku kyseliny a druhý redukován za vzniku alkoholu.

## Mechanismus
Reakce zahrnuje nukleofilní acylovou substituci na aldehydu, přičemž odstupující skupina současně atakuje druhý aldehyd ve druhém kroku reakce. Nejprve hydroxidový anion napadá karbonylovou skupinu. Vzniká nestabilní tetraedrický intermediát, který se poté zhroutí, přičemž znovu vzniká karbonyl, ale odstupující skupinou je hydridový anion, který napadá druhou molekulu aldehydu. V posledním kroku reakce si vzniklý alkoholátový anion vymění proton s vodou přítomnou v roztoku za vzniku alkoholu a hydroxidového aniontu.